# کدهای پرواز

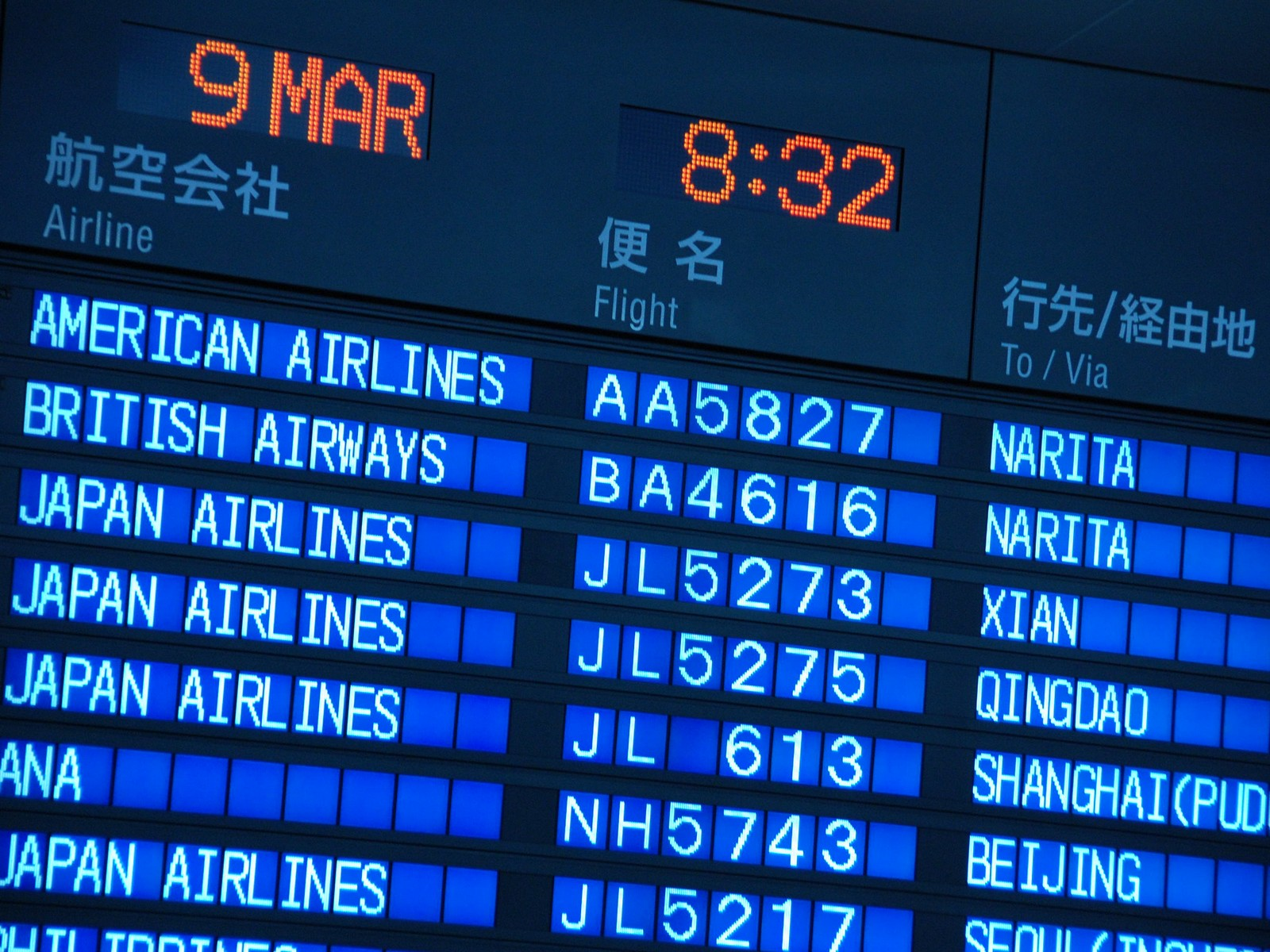
نمایی از یک‌نوع نشانگر اطلاعات حرکت با کد هواپیمایی (کد ۲ حرفی) و شمارهٔ پرواز. فرودگاه بین‌المللی چوبو سنترایر، ژاپن - ۲۰۱۰

کدهای پرواز (انگلیسی: Airline codes) یا کدهای خطوط هواپیمایی، مجموعه‌ای از کدهای هوانوردی است، که توسط انجمن بین‌المللی ترابری هوایی (IATA)، سازمان بین‌المللی هوانوردی کشوری (ICAO) و خطوط هواپیمایی تعریف شده است. شرکت‌های هواپیمایی از این کدها در ارتباطات بین هواپیماها و برج‌های کنترل فرودگاه‌ها استفاده می‌نمایند.